# SOS Fantômes
Ne doit pas être confondu avec SOS Fantômes (série télévisée d'animation).
Pour les articles homonymes, voir Ghostbusters (homonymie).
Série SOS Fantômes
SOS Fantômes 2
(1989)
Pour plus de détails, voir Fiche technique et Distribution.
SOS Fantômes (Ghostbusters) est un film américain réalisé par Ivan Reitman sorti en 1984.
Écrit par Dan Aykroyd et Harold Ramis, le film les met en vedette avec Bill Murray dans les rôles de scientifiques excentriques qui lancent à New York une entreprise de parapsychologie, Ghostbusters. Ils rencontreront une violoncelliste aux prises avec des phénomènes paranormaux, interprétée par Sigourney Weaver.
Pour Aykroyd, le film devait se faire avec John Belushi, son partenaire de Saturday Night Live, mais celui-ci meurt en 1982. De plus, son idée de faire voyager les protagonistes à travers le temps et l'espace n'est pas retenue par le réalisateur car trop coûteuse. Ce qui l'amène à réécrire le scénario en profondeur avec Ramis.
SOS Fantômes sort aux États-Unis le 8 juin 1984. Il reçoit des critiques positives et rapporte 242 millions de dollars aux États-Unis et plus de 295 millions de dollars dans le reste du monde, ce qui en a fait le film humoristique le plus rentable de l'année 1984.
Lors des Oscars 1985, le film est nommé pour le prix des meilleurs effets visuels et la chanson thème de Ray Parker, Jr pour celui de la meilleure chanson originale. Le film est classé par l’American Film Institute au 28e rang de sa liste 100 Years...100 Laughs des meilleures comédies. En 2015, la bibliothèque du Congrès des États-Unis sélectionne le film pour conservation au National Film Registry, en raison de son « importance sur le plan culturel, historique ou esthétique ».
Le succès du film a lancé la franchise du même nom. Elle regroupe trois suites au film, SOS Fantômes 2 (1989), SOS Fantômes : L'Héritage (2021) et SOS Fantômes : La Menace de glace (2024), deux séries télévisées animées, SOS Fantômes (1986-1991) et Extreme Ghostbusters (1997), des jeux vidéo ainsi qu'un reboot en 2016, avec des personnages principaux féminins.

## Synopsis
Les docteurs Peter Venkman, Raymond « Ray » Stantz et Egon Spengler sont trois chercheurs de l’université Columbia de New York, spécialisés en parapsychologie. Accusés de mener des recherches farfelues, ils sont finalement radiés de leur poste par le doyen de la faculté.

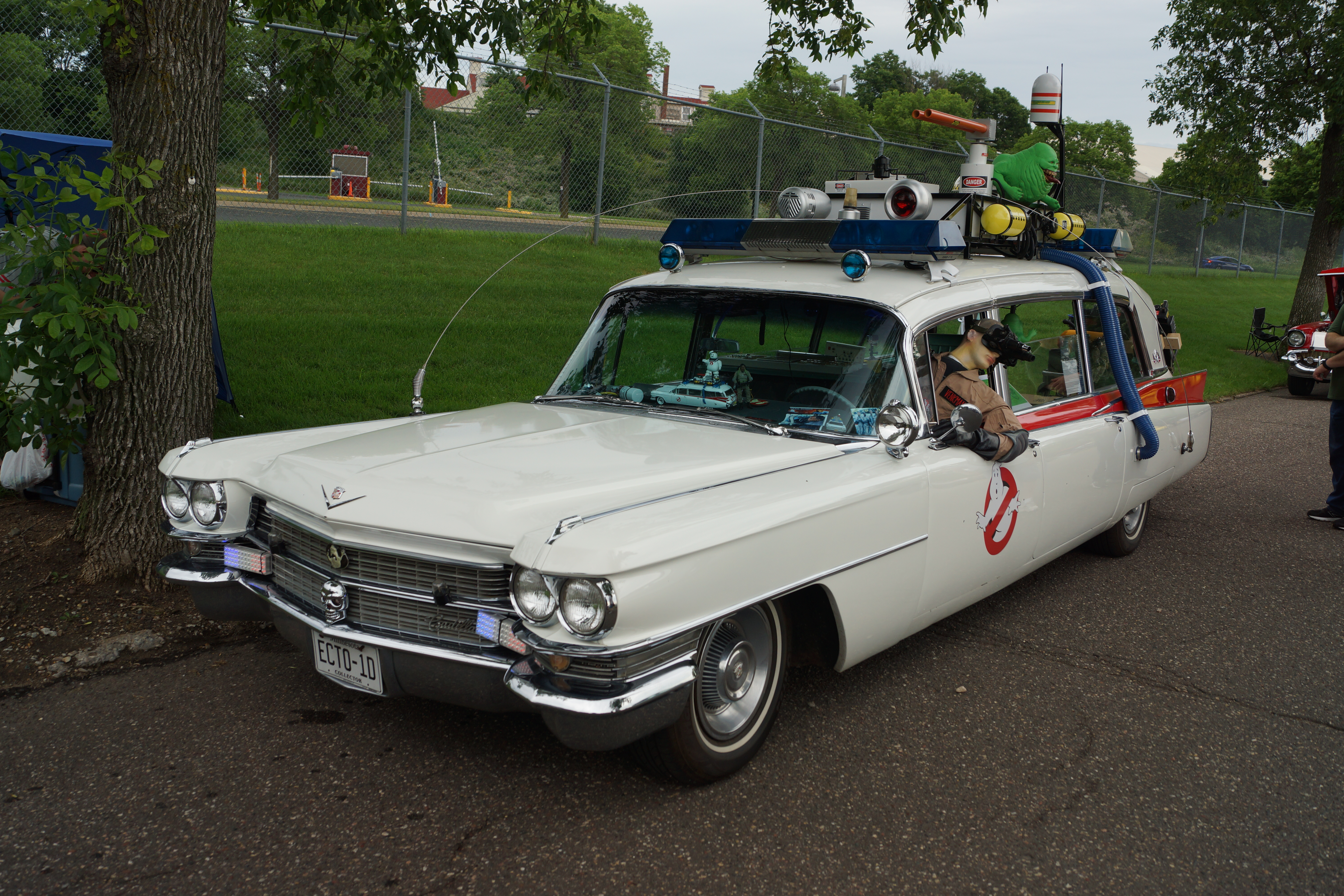
Réplique de la voiture de fonction des SOS Fantômes, une Cadillac nommée « Ectomobile ».

Les trois scientifiques décident alors de créer une société privée d’investigations paranormales, qu’ils nomment « SOS Fantômes » (« Ghostbusters » en VO). Investissant leurs dernières économies dans cette activité, ils rachètent une ancienne caserne de pompier new-yorkaise à l’abandon, qu’ils rénovent et modifient, et engagent Janine Melnitz en tant que secrétaire. Dans le même temps, ils mettent au point des équipements de haute technologie fonctionnant à l’énergie nucléaire, pour capturer et contenir des fantômes. Au volant de leur voiture Ectomobile (en), une Cadillac blanche immatriculée « Ecto 1 » et décorée au motif de leur société, les trois amis débutent leur activité de chasseurs de fantômes, bien que les affaires démarrent lentement.

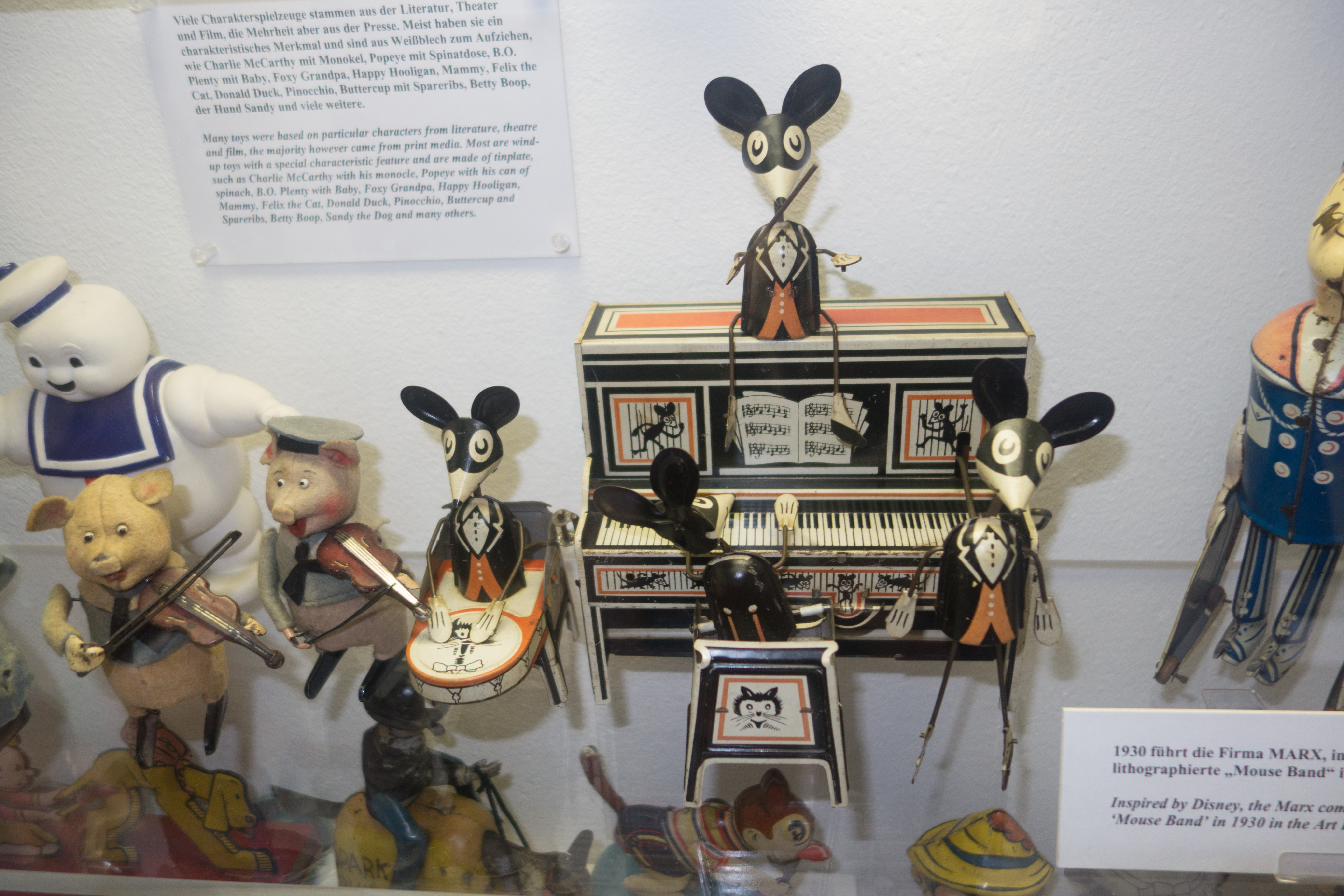
Le, visible à gauche d'une rangée de personnages en métal au musée du jouet de Munich.

Peu après, Dana Barrett, une violoncelliste new-yorkaise, est victime d’une manifestation paranormale dans son appartement. La jeune femme rend alors visite à SOS Fantômes et raconte avoir vu dans son réfrigérateur une créature démoniaque ressemblant à un cerbère, qui aurait prononcé un seul mot : « Zuul ». Pendant que Ray Stantz et Egon Spengler font des recherches sur Zuul et se renseignent sur l’immeuble où habite Dana, Peter Venkman inspecte l’appartement de la jeune femme, tentant dans le même temps de la faire tomber sous son charme, sans succès.

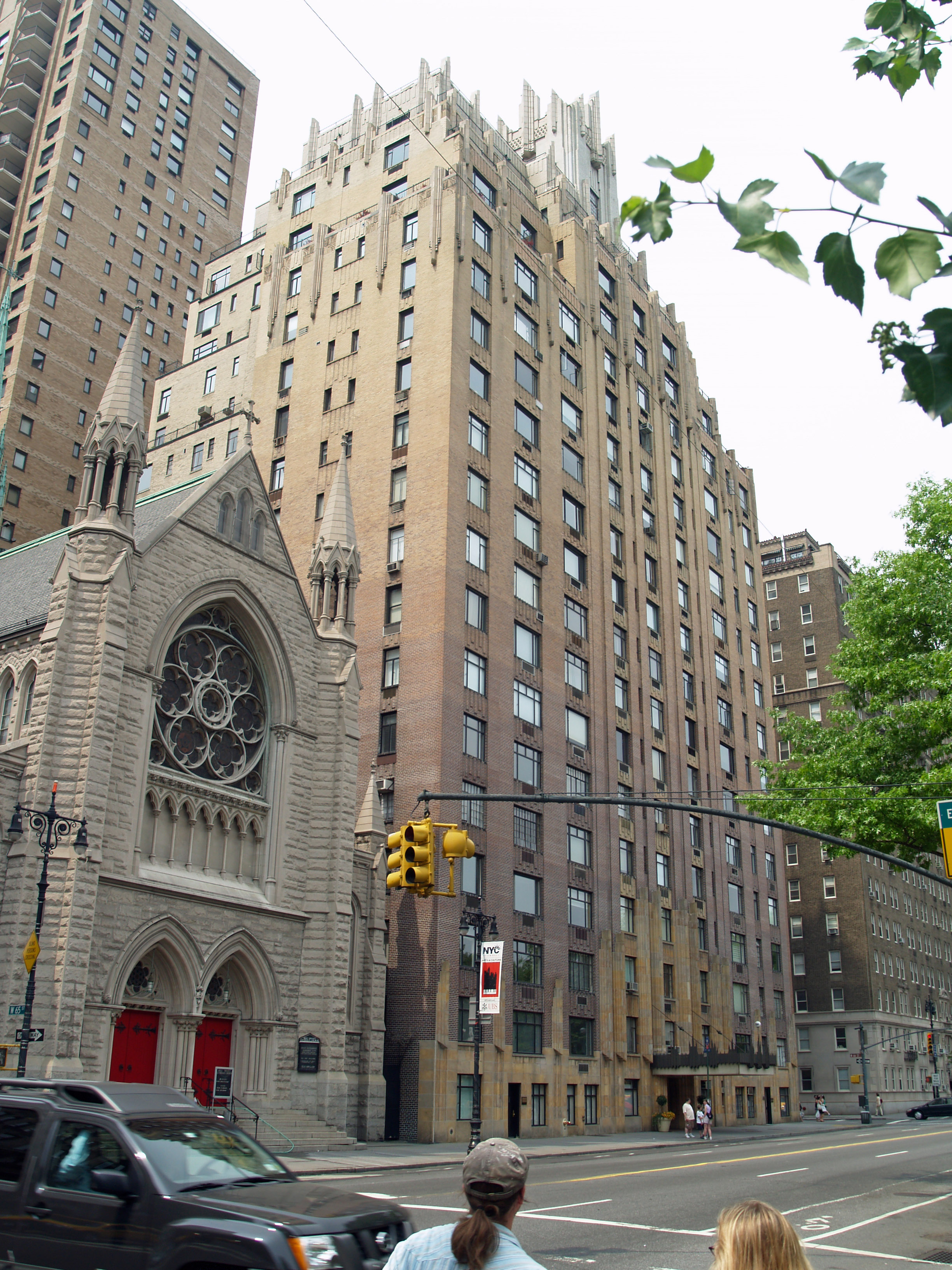
L'immeuble où logent Dana Barrett et Louis Tully, situé au 55 Central Park West à New York, lieu de l'affrontement final du film.

Par la suite, SOS Fantômes est embauché pour s’occuper d’un fantôme glouton de couleur vert fluorescent (surnommé « Bouffe-Tout ») qui hante les couloirs d’un luxueux établissement de la ville, l’hôtel Sedgewick. N’ayant pas eu le temps de tester correctement leur panoplie anti-fantômes, Egon Spengler avertit ses collègues de ne pas croiser les effluves d’énergie de leurs armes (qui projettent des rafales de protons), sous peine de provoquer une explosion catastrophique. Après un dur combat dans la salle de bal de l’hôtel (qui est ravagée par les armes à énergie des chasseurs de fantômes), le trio parvient à capturer le fantôme glouton. Le ramenant à leur base, ils le déposent dans une unité de stockage, armoire électrique munie d’une grille de protection au laser à haute-tension située dans la cave de la caserne.
Au fil des semaines suivantes, la ville de New York connaît une recrudescence d’apparitions fantomatiques les plus diverses, entraînant un essor de l’activité de SOS Fantômes. La société devient alors connue localement, ses interventions étant relayées dans les médias. Mais, débordés par cet afflux sans cesse croissant de travail, les trois hommes décident d’embaucher un quatrième membre, Winston Zeddemore, pour y faire face. Cependant, ils attirent également l’attention des autorités, en particulier celle de Walter Peck, un membre de l’agence de protection de l’environnement (EPA) qui tente de leur mettre des bâtons dans les roues, Peck les prenant en grippe car il craint que leurs activités aient des conséquences néfastes sur l’environnement.
Un peu plus tard, Egon Spengler avertit ses collègues que leur armoire de stockage approche de la saturation, avec la menace que celle-ci ne relâche son énergie partout dans la ville, ce qui serait un désastre. Peu après, Peter Venkman rend visite à Dana et l’informe que « Zuul » est le nom d’un demi-dieu serviteur de « Gozer », un dieu sumérien de la destruction qui peut changer de forme.
De retour chez elle, Dana est possédée par Zuul, tandis qu'une entité similaire possède son voisin de palier, le comptable Louis Tully. Quand Peter Venkman arrive chez Dana et la trouve dans cet état, celle-ci lui affirme être le « cerbère de la grande porte ». De son côté, Louis Tully, amené à Egon Spengler par des policiers, affirme être « Vinz Clortho, le maître des clés ». Les SOS Fantômes acceptent de garder les deux individus séparément.
C’est alors que Walter Peck revient chez SOS Fantômes, muni d’un mandat officiel et accompagné des forces de l’ordre, pour faire arrêter les membres de l’équipe et couper l’alimentation à la grille de protection. L’arrêt de cette dernière provoque alors une explosion qui libère les fantômes en détention dans l’armoire électrique, qui finissent tous par s’éparpiller dans la ville en semant la panique. Profitant de la confusion, Louis Tully/Vinz s’échappe du bâtiment et retourne à son immeuble pour rejoindre Dana/Zuul. Les membres de SOS Fantômes sont jetés en prison.
Ray Stantz et Egon Spengler révèlent alors à leurs deux collègues que l’architecte qui a conçu l’immeuble où habitent Dana et Louis est un certain Ivo Shandor, le chef d’une secte qui vouait une adoration à Gozer au début du XXe siècle. Shandor avait conçu la structure métallique du bâtiment afin que celle-ci fonctionne comme une antenne géante, afin d’attirer et concentrer l’énergie psychique pour invoquer Gozer sur Terre, et ainsi provoquer l’Apocalypse. Face au chaos surnaturel qui sévit partout dans la ville, les SOS Fantômes convainquent le maire de New York de les libérer pour intervenir.
Les SOS Fantômes se rendent ensuite dans l’immeuble de Dana et, grimpant difficilement les escaliers avec leur lourd équipement, arrivent finalement au sommet de l’édifice où ils trouvent un temple caché, alors que Dana/Zuul et Louis/Vinz ouvrent un portail dimensionnel et se transforment en cerbères démoniaques. Peu après, Gozer apparaît dans notre monde sous l’apparence d’une femme et attaque les membres de SOS Fantômes, puis disparaît lorsque ceux-ci tentent de riposter.
La voix désincarnée de Gozer se fait ensuite entendre, exigeant que les SOS Fantômes « choisissent la forme de leur destructeur ». Sans le vouloir, Ray pense alors à une mascotte d’entreprise bien-aimée de son enfance, le « Bibendum chamallow (en) », ce qui permet à Gozer de réapparaître dans la rue avec l’apparence du Bibendum possédant une taille gigantesque. Le Bibendum maléfique commence alors à se rapprocher d'eux, détruisant tout sur son passage. Essayant de détruire la créature, Egon, contrairement à ses conseils précédents, ordonne à ses collègues de croiser les effluves de leurs armes vers la porte dimensionnelle. L’explosion qui en résulte détruit l’avatar de Gozer, le faisant retourner dans sa dimension, et ferme le portail.
Après avoir sauvé Dana et Louis, les sortant de leurs statues de pierre de cerbères, les membres de SOS Fantômes sont accueillis en héros dans la rue par la population.

## Fiche technique
Sauf indication contraire, les informations mentionnées dans cette section peuvent être confirmées par la base de données cinématographiques IMDb,  présente dans la section « Liens externes ».
- Titre francophone : SOS Fantômes
- Titre original : Ghostbusters
- Réalisation : Ivan Reitman

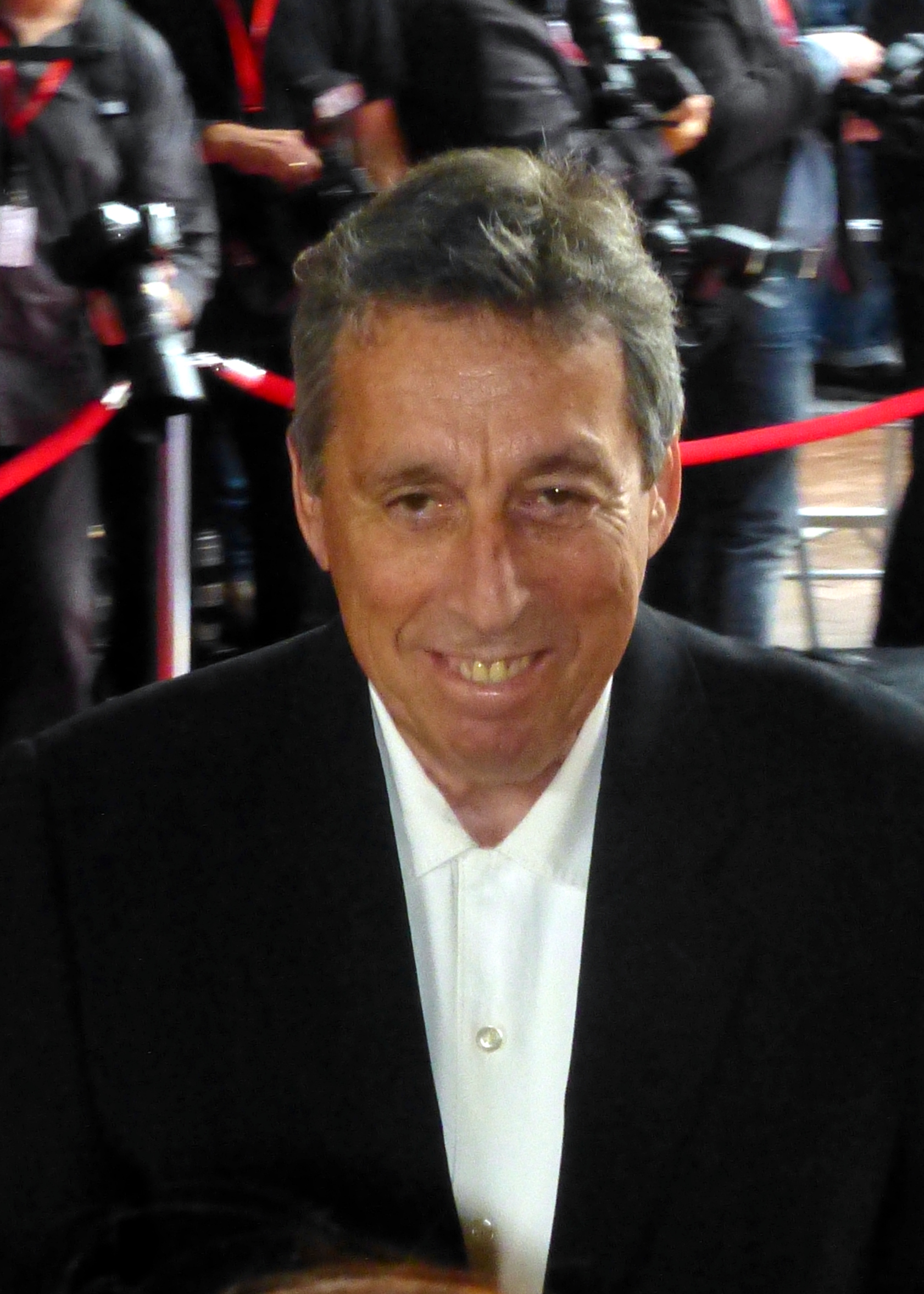
Le réalisateur Ivan Reitman en 2013.

- Scénario : Dan Aykroyd et Harold Ramis
- Musique : Elmer Bernstein
- Direction artistique : John DeCuir
- Costumes : Theoni V. Aldredge
- Photographie : Laszlo Kovacs
- Son : Richard Beggs et Tom McCarthy Jr
- Effets spéciaux : Richard Edlund
- Maquillage SFX : Steve Johnson
- Société d'effets spéciaux : Entertainment Effects Group
- Montage : Sheldon Kahn (en) et David Blewitt
- Production : Ivan Reitman, Bernie Brillstein, Joe Medjuck (en) et Michael C. Gross (en)
- Sociétés de production : Columbia Pictures, Delphi Productions et Black Rhino Productions
- Société de distribution : Columbia Pictures
- Budget : 30 millions de dollars[1]
- Pays de production :  États-Unis
- Langue originale : anglais
- Format : couleur (Metrocolor) — 35 mm (Panavision) — 2,35:1 — son Dolby Stéréo
- Genre : comédie fantastique et comédie horrifique, science-fiction
- Durée : 105 minutes
- Dates de sortie :
  - États-Unis : 7 juin 1984 (première mondiale à Westwood, Californie) ; 8 juin 1984 (sortie nationale)
  - France : 12 décembre 1984

## Distribution

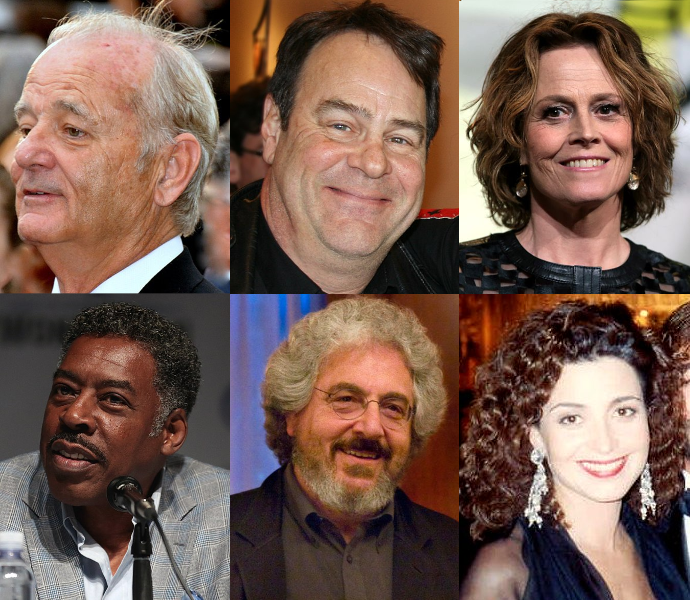
Les vedettes du film incluent (de g. à dr.) Bill Murray, Dan Aykroyd, Sigourney Weaver, Ernie Hudson, Harold Ramis et Annie Potts.

- Bill Murray (VF : Bernard Murat) : Dr Peter Venkman
- Dan Aykroyd (VF : Richard Darbois) : Dr Raymond « Ray » Stantz
- Harold Ramis (VF : Jean-Pierre Leroux) : Dr Egon Spengler
- Sigourney Weaver (VF : Frédérique Tirmont) : Dana Barrett / « Zuul »
- Rick Moranis (VF : Marc François) : Louis Tully / « Vinz Clortho »
- Annie Potts (VF : Marie-Christine Darah) : Janine Melnitz, la secrétaire / réceptionniste de SOS Fantômes
- William Atherton (VF : Hervé Bellon) : Walter Pen (Walter Peck en V.O.)[c], membre de l’agence de protection de l’environnement
- Ernie Hudson (VF : Med Hondo) : Winston Zeddemore
- David Margulies (VF : Marc de Georgi) : Lenny, le maire de New York
- Steven Tash (VF : Éric Baugin) : l’étudiant cobaye
- Jennifer Runyon : Jennifer, l’étudiante cobaye
- John Rothman (VF : Vincent Violette) : Roger Delacorte, le directeur de la bibliothèque
- Michael Ensign (VF : Jean Roche) : l’hôtelier
- Tom McDermott (VF : René Bériard) : l’archevêque de New York
- Alice Drummond (VF : Lita Recio) : la bibliothécaire
- Jordan Charney (VF : Jean Berger) : le doyen Yeager
- Timothy Carhart (VF : Jean-Claude Montalban) : le violoniste
- Reginald VelJohnson (VF : Henry Djanik) : le gardien de prison
- Frances E. Nealy (VF : Claude Chantal) : la femme de chambre de l’hôtel
- Rhoda Gemignani (VF : Claude Chantal) : l’agent immobilier
- Murray Rubin (VF : Henry Djanik) : l’homme devant l’ascenseur
- Danny Stone (VF : Georges Berthomieu) : le cocher
- Christopher Wynkoop (VF : Georges Berthomieu) : le téléjournaliste
- Ric Mancini (VF : Yves Barsacq) : le policier à l’appartement
- Larry King (VF : Michel Derain) : lui-même
- Slavitza Jovan : Gozer le Gozérien
- Ron Jeremy : lui-même (caméo)

Source et légende : « Version française (VF) » sur Allodoublage.com

## Production

### Genèse et développement
L'origine du film est basée sur une idée originale de l'acteur Dan Aykroyd. L'idée mise au point par Aykroyd et son ami John Belushi est le portrait d'exterminateurs futuristes qui, à travers l'espace et le temps, pourchassent des fantômes. La mort de Belushi en 1982 altère les plans et Bill Murray est engagé pour remplacer Belushi. Harold Ramis assiste à la finalisation du script et change le futur pour la ville de New York, moins cher à produire. Le concept est né. De jeunes scientifiques lancent une entreprise vouée à chasser des fantômes en tant que service facturé. Le titre devait être Ghost Breakers, mais il a été changé peu avant la sortie du film pour Ghostbusters.

### Attribution des rôles
John Belushi devait jouer dans le film, mais il meurt en mars 1982. Le rôle de Winston Zeddemore fut à l'origine proposé à Eddie Murphy mais ce dernier refusa pour faire Le Flic de Beverly Hills.

### Tournage

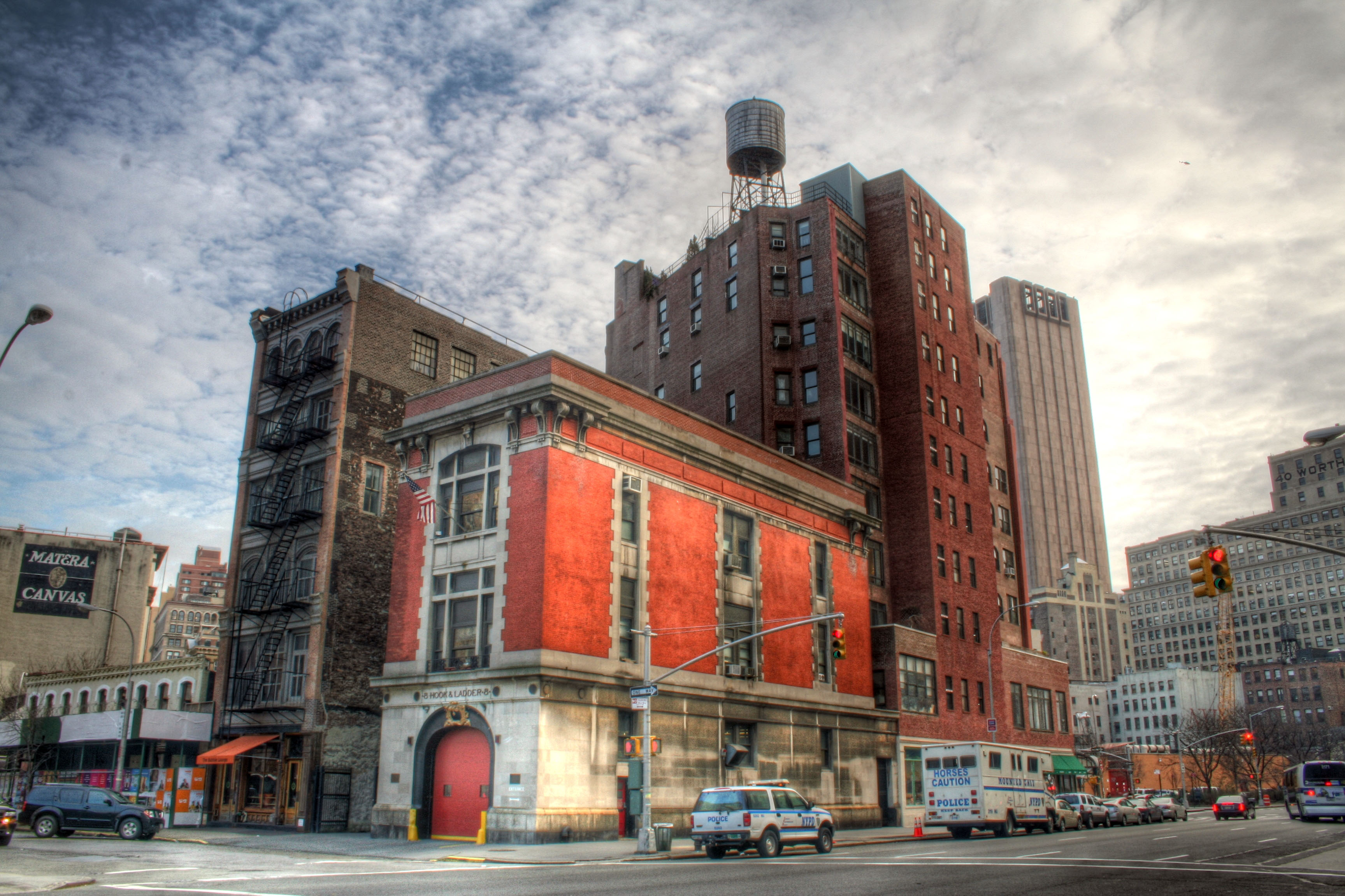
La caserne de pompiers new-yorkaise (FDNY Firehouse), siège de la société Ghostbusters dans le film.

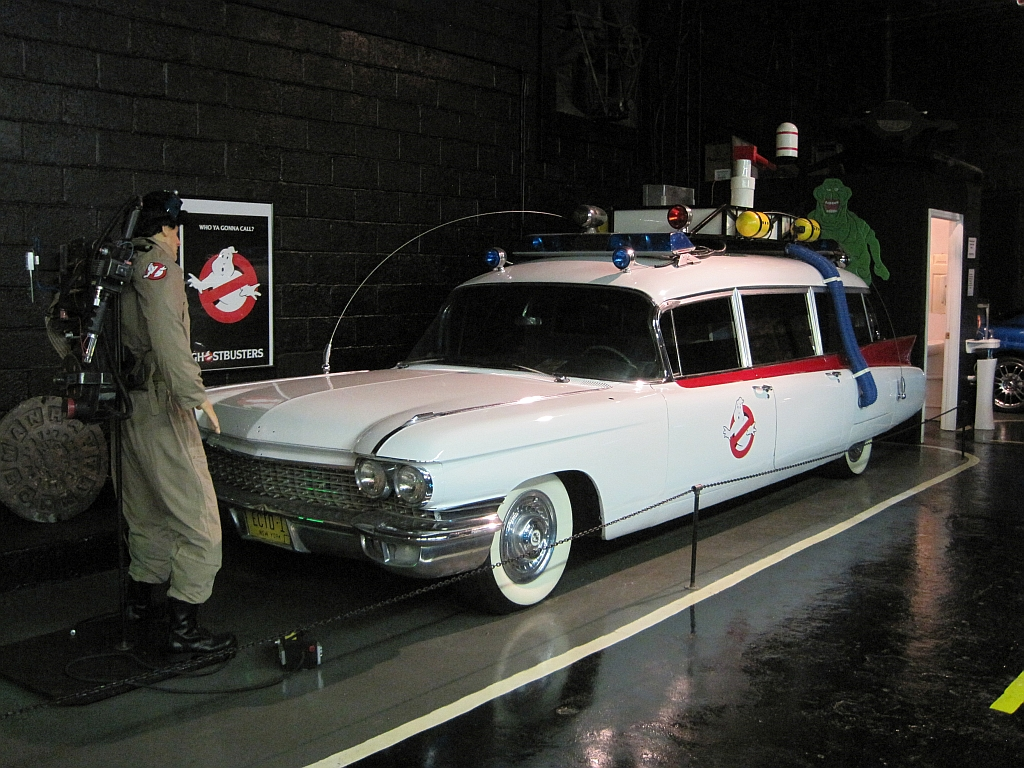
Réplique de la voiture d'intervention des Ghostbusters dans un musée à Jackson, dans le Tennessee.

Le tournage du film a eu lieu entre octobre 1983 et janvier 1984, entre autres à New York et en Californie à la Los Angeles Public Library (en). La plupart des scènes dans New York ont été tournées sans autorisation.[réf. nécessaire]
La caserne de pompiers new-yorkaise (la Firehouse, Hook & Ladder Company 8 (en)) dont l'aspect extérieur a été utilisé pour figurer le siège de la société Ghostbusters, est située à l'angle de North Moore Street et Varick Street dans le quartier de Tribeca dans l'arrondissement de Manhattan.
Lorsque les héros capturent le fantôme glouton verdâtre dans le hall d'entrée de l'hôtel Sedgewick (qui fait penser à celui du Waldorf-Astoria), ce hall est en réalité celui de l'hôtel Biltmore de Los Angeles, plus élégant et plus spacieux.
La scène où Peter Venkman ouvre en grand les portes de la salle de réception de l'hôtel en s'écriant « On est v'nu, on l'a vu, il l'a eu dans l'cul ! » a été filmé en dix prises, le réalisateur Ivan Reitman demandant à Bill Murray de sortir une réplique différente à chacune d'elles. Une de ces prises, comportant la phrase « C'était un grand moment de franche rigolade ! », a été utilisée lors d'un petit remontage de la scène pour la diffusion à la télévision américaine, qui désapprouvait l'utilisation du terme « cul ».
200 litres d'une mousse à raser conçue pour le Bibendum guimauve (en) ont été accidentellement déversés sur un des acteurs.

Quartier général de Ghostbusters
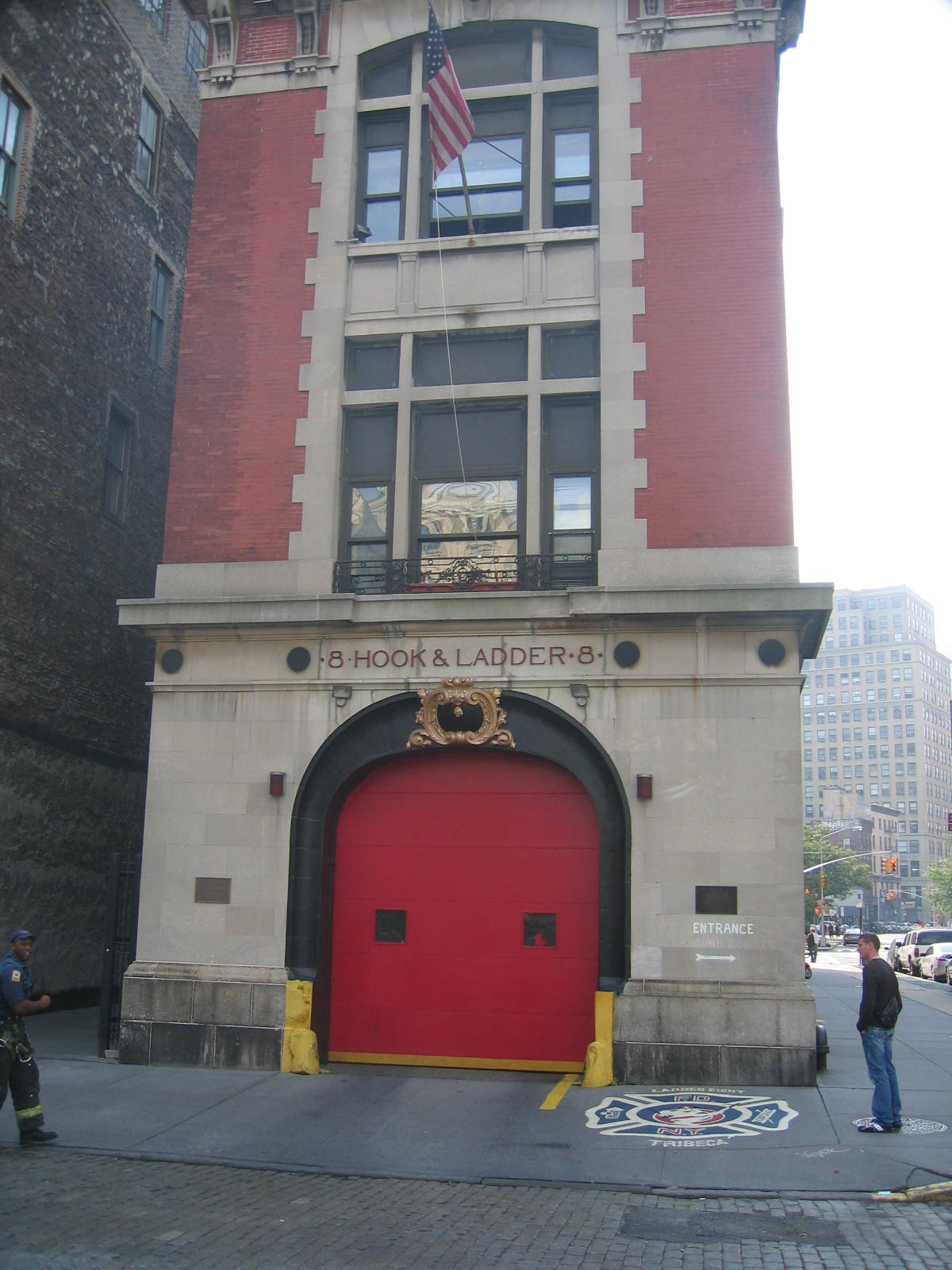
Entrée de la caserne.
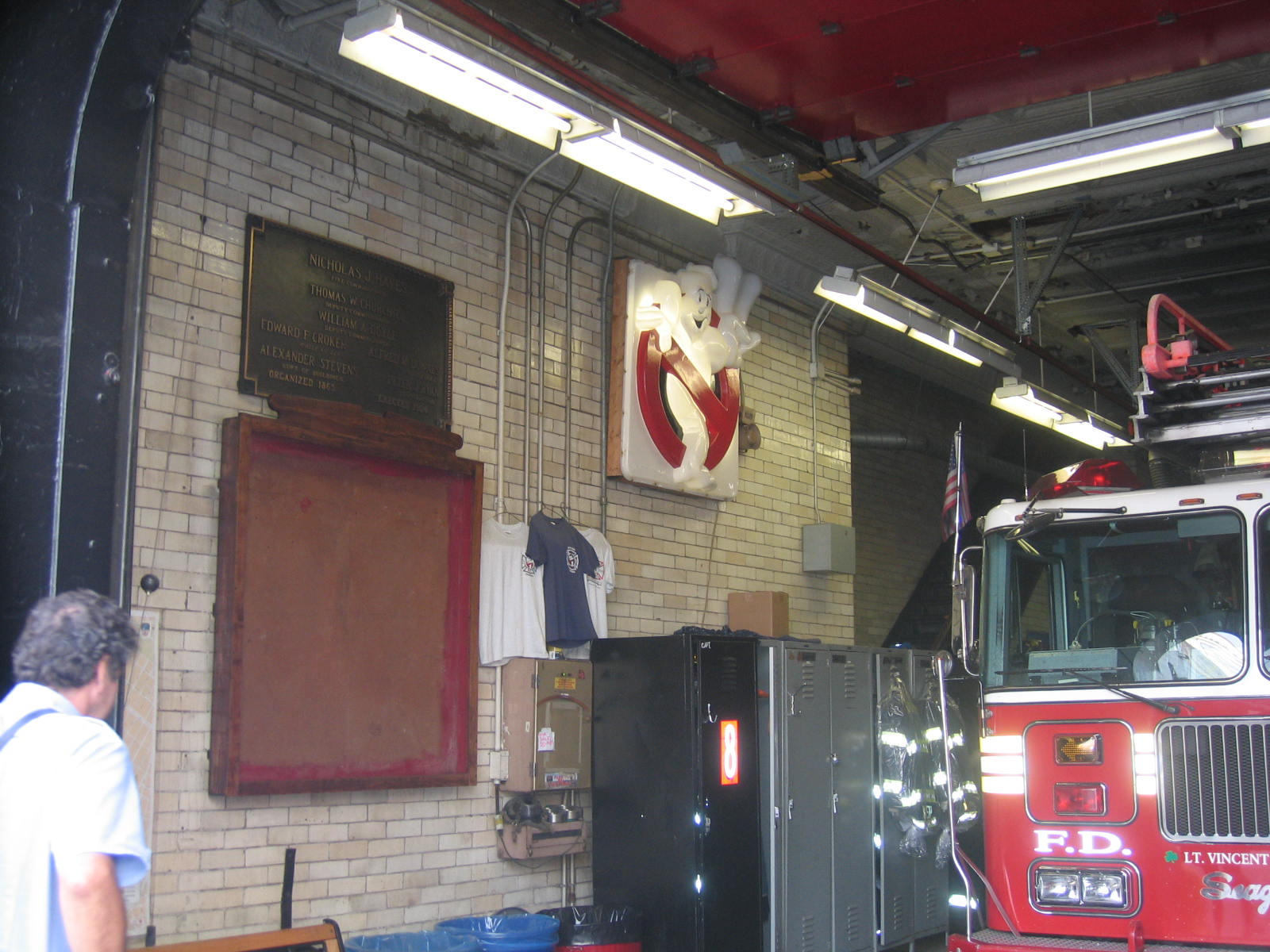
Intérieur de la caserne, avec un logo du film.
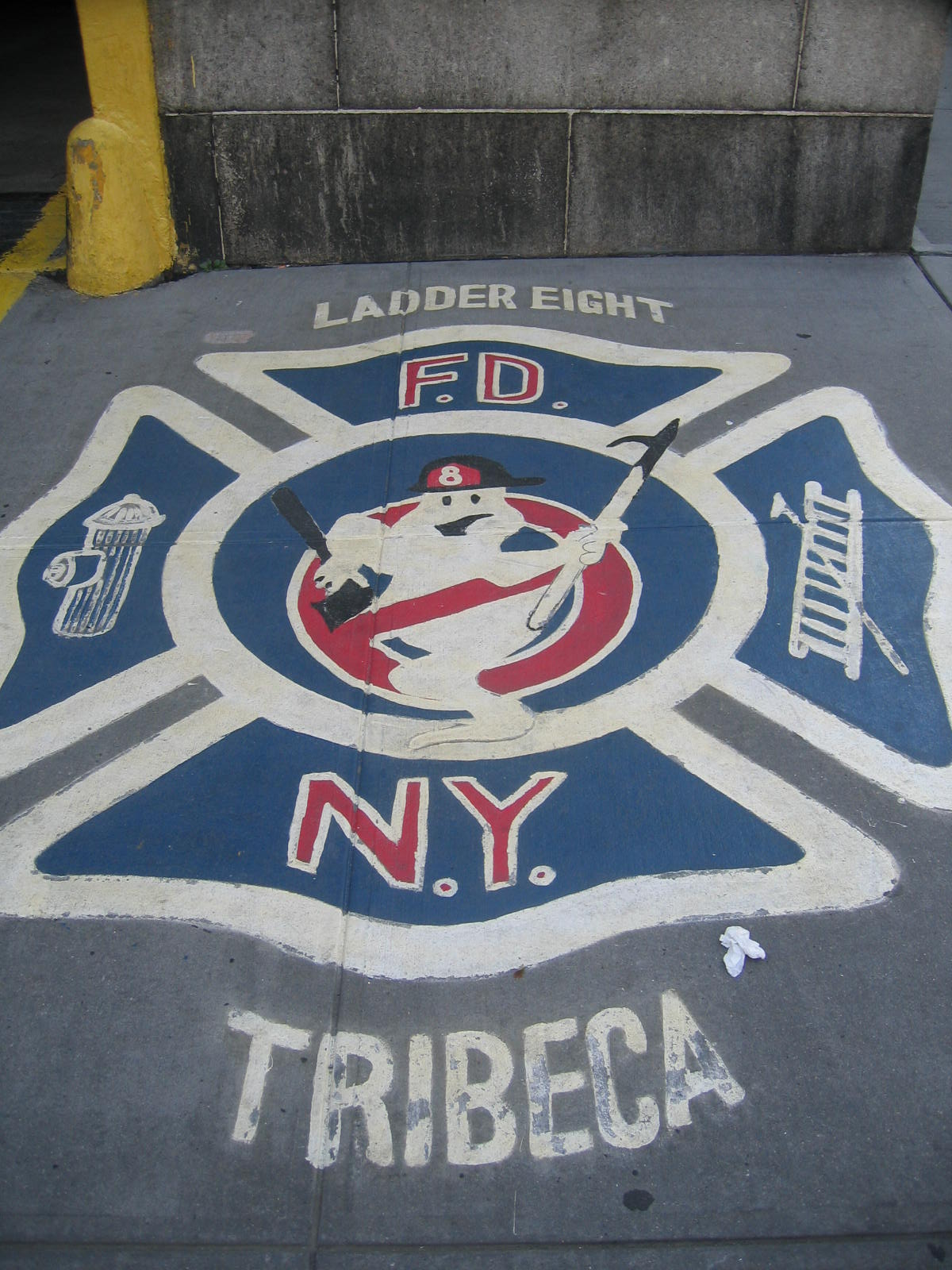
Inscription au sol de la caserne.

### Musique
Bandes originales de SOS Fantômes
SOS Fantômes 2
(1989)
La musique originale est composée par Elmer Bernstein. Ray Parker, Jr. signe quant à lui la chanson phare du film. Les acteurs principaux du film apparaissent dans le clip vidéo au côté d'autres acteurs et chanteurs : Chevy Chase, Irene Cara, John Candy, Nickolas Ashford, Melissa Gilbert, Jeffrey Tambor, George Wendt, Al Franken, Danny DeVito, Carly Simon, Peter Falk, et Teri Garr.
| Liste des titres | Liste des titres                     | Liste des titres | Liste des titres | Liste des titres | Liste des titres | Liste des titres | Liste des titres | Liste des titres | Liste des titres |
| No               | Titre                                | Interprètes      | Durée            |                  |                  |                  |                  |                  |                  |
| ---------------- | ------------------------------------ | ---------------- | ---------------- | ---------------- | ---------------- | ---------------- | ---------------- | ---------------- | ---------------- |
| 1.               | Ghostbusters                         | Ray Parker, Jr.  | 4:06             |                  |                  |                  |                  |                  |                  |
| 2.               | Cleanin' Up the Town                 | The BusBoys      | 2:59             |                  |                  |                  |                  |                  |                  |
| 3.               | Savin' the Day                       | Alessi Brothers  | 3:23             |                  |                  |                  |                  |                  |                  |
| 4.               | In the Name of Love                  | Thompson Twins   | 3:20             |                  |                  |                  |                  |                  |                  |
| 5.               | I Can Wait Forever                   | Air Supply       | 5:10             |                  |                  |                  |                  |                  |                  |
| 6.               | Hot Night                            | Laura Branigan   | 3:23             |                  |                  |                  |                  |                  |                  |
| 7.               | Magic                                | Mick Smiley      | 4:21             |                  |                  |                  |                  |                  |                  |
| 8.               | Main Title Theme (Ghostbusters)      | Elmer Bernstein  | 3:00             |                  |                  |                  |                  |                  |                  |
| 9.               | Dana's Theme                         | Elmer Bernstein  | 3:32             |                  |                  |                  |                  |                  |                  |
| 10.              | Ghostbusters (version instrumentale) | Ray Parker, Jr.  | 4:47             |                  |                  |                  |                  |                  |                  |
| 37:38            |                                      |                  |                  |                  |                  |                  |                  |                  |                  |

| Titres bonus (réédition 2006) | Titres bonus (réédition 2006)   | Titres bonus (réédition 2006) | Titres bonus (réédition 2006) | Titres bonus (réédition 2006) | Titres bonus (réédition 2006) | Titres bonus (réédition 2006) | Titres bonus (réédition 2006) | Titres bonus (réédition 2006) | Titres bonus (réédition 2006) |
| No                            | Titre                           | Interprètes                   | Durée                         |                               |                               |                               |                               |                               |                               |
| ----------------------------- | ------------------------------- | ----------------------------- | ----------------------------- | ----------------------------- | ----------------------------- | ----------------------------- | ----------------------------- | ----------------------------- | ----------------------------- |
| 11.                           | Disco Inferno                   | The Trammps                   | 10:58                         |                               |                               |                               |                               |                               |                               |
| 12.                           | Ghostbusters (12" Single Remix) | Ray Parker, Jr.               | 6:04                          |                               |                               |                               |                               |                               |                               |
| 54:40                         |                                 |                               |                               |                               |                               |                               |                               |                               |                               |

## Accueil

### Critique
SOS Fantômes reçoit à sa sortie en salles un accueil critique majoritairement favorable.
Sur le site agrégateur de critiques Rotten Tomatoes, le film obtient un score de 97 % d'avis positifs, sur la base de 73 critiques collectées et une note moyenne de 8,14 sur 10 ; le consensus du site indique : « [SOS Fantômes est] un mélange infectieusement amusant d'effets spéciaux et de comédie, avec la performance hilarante de Bill Murray à la tête d'une distribution [ponctuée] de grands tournants comiques ». Sur Metacritic, le film obtient une note moyenne pondérée de 71 sur 100, sur la base de 8 critiques collectées ; le consensus du site indique : « Avis généralement favorables ».
En France, le site Allociné donne au film une note moyenne de 3,2 sur 5, sur la base de cinq critiques de presse collectées, l’ensemble des critiques ayant un avis positif.

### Box-office
Le film a connu un succès commercial important, rapportant environ 291 632 000 $ au box-office dont 238 632 000 $ en Amérique du Nord, pour un budget de 30 000 000 $. En France, il réalise 2 939 369 entrées.

## Distinctions
Source : IMDb.com

### Récompenses
- British Academy Film Award 1985 : BAFTA de la meilleure chanson originale
- Saturn Awards 1985 : Saturn Award du meilleur film fantastique.

### Nominations
Oscars 1985 :
- nomination à l'Oscar des meilleurs effets visuels
- nomination à l'Oscar de la meilleure chanson originale

Golden Globes 1985 :
- nomination au Golden Globe du meilleur film musical ou de comédie
- nomination au Golden Globe du meilleur acteur dans un film musical ou une comédie (Bill Murray)
- nomination au Golden Globe de la meilleure chanson originale

Autres :
- British Academy Film Award 1985 : nomination au BAFTA des meilleurs effets visuels
- 1985 : nomination au Prix Hugo du meilleur film.

### Conservation
En 2015, le film est sélectionné par la Bibliothèque du Congrès des États-Unis pour être conservé au National Film Registry pour son « importance sur le plan culturel, historique ou esthétique ».

## Autour du film
Dans le film, le personnage d'Egon Spengler cite les évènements de Toungouska. Par ailleurs, lors de l'affrontement final, il demande à ses compagnons, d'« inverser la polarité du flux de neutrons » (« Reverse the polarity of the neutron flow » en anglais), reprenant ainsi une des phrases emblématiques de la série britannique Doctor Who.
Le personnage de Peter Venkman présente dans le film plusieurs points communs avec le parapsychologue Carl Sargent, qui pourrait l'avoir en partie inspiré. Sargent, quelques années avant la sortie du film, a enseigné la parapsychologie dans une université où cette discipline était peu représentée. Comme Venkman également, il a mené des expériences consistant à faire deviner à des étudiants des éléments figurant sur des cartes qu'il leur présentait face cachée.

## Postérité

### Suites etreboot
En 1989, sort le film SOS Fantômes 2, toujours mis en scène par Ivan Reitman.
En 2008, dans le scénario d'un troisième film, les héros ont l'intention de prendre leur retraite et forment de jeunes recrues masculines et féminines. Le projet, portant à l'origine le nom de « Hellbent », avait d'abord été annulé pour faire place à un jeu vidéo. En 2014, le décès de Harold Ramis provoque une interruption, puis finalement un remaniement du projet. Sony Pictures Entertainment annonce que ce 3e film sera porté par un casting féminin et avec Paul Feig comme réalisateur. Ce troisième film, intitulé SOS Fantômes, sort en 2016.
Par ailleurs, en mars 2015, il est annoncé qu'un autre film avec Channing Tatum et Chris Pratt serait en préparation. En janvier 2019, il est annoncé que Jason Reitman, fils du réalisateur Ivan Reitman réalisera un nouveau film SOS Fantômes, dont la sortie est annoncée pour 2021. Il en signe le scénario avec Gil Kenan. Il devrait s'agir d'un film lié aux deux premiers volets de la franchise, avec une équipe principale composée d'adolescents. Pour garder le projet secret, Jason Reitman utilise le titre de « Rust City » durant le développement et la préproduction du projet. Une vidéo teaser est également dévoilée en janvier 2019 dans la foulée de l'annonce surprise du film. SOS Fantômes : L'Héritage sorti le 1er décembre 2021 en France.

### Produits dérivés

#### Séries télévisées d'animation
- 1986-1992 : SOS Fantômes, série télévisée réalisé par DIC.
- 1997 : Extrême Ghostbusters, série télévisée réalisé par Adelaide Productions.

#### Romans
- (en) Sholly Fisch, Ghostbusters: The Return, I Books, 28 septembre 2004  (ISBN 0-7434-7948-3)
- (en) Sholly Fisch, Ghostbusters : Urban Legends, I Books, 1er mai 2005  (ISBN 1-4165-0434-6)

#### Jeux vidéo
- Ghostbusters (1984).
- Ghostbusters II (1990) ; basé sur le film SOS Fantômes 2.
- New Ghostbusters 2 (1990) ; basé sur le film SOS Fantômes 2.
- Dans les années 1990, plusieurs jeux vidéo sortent sur Commodore Amiga, Atari ST, GameBoy, Sega MegaDrive et NES.
- SOS Fantômes, le jeu vidéo (2009).
- Ghostbusters: Sanctum of Slime (2011), suite de SOS Fantômes, le jeu vidéo[19].

#### Jeux de rôle
- Ghostbuster (en) (1986), conçu par Sandy Petersen, Lynn Willis (en) et Greg Stafford, édité par West End Games uniquement en anglais. Le jeu gagnera l'Origins Award 1986 pour la meilleure règle de jeux de rôle[20],[21].
- La seconde édition, intitulée Ghostbusters International (1989), sort à l'occasion du film SOS Fantômes 2, toujours édité par West End Games.

Cette version introduit le concept de franchise internationale, à l'instar de la chaîne de restaurants McDonald's. En effet, les règles plus complètes que celles du premier opus donnent aux joueurs la possibilité de créer une équipe de chasseurs de fantômes n'ayant rien à voir avec l'équipe des films. Ils peuvent ainsi être basés dans n'importe quel endroit du monde.

#### Jeux de société
- Real Ghostbusters Game (1984), de 2 à 4 joueurs, pour une partie moyenne de 30 minutes. Édité par MB et Casper Games[22].
- Ghostbusters: The Board Game (2015), d'abord en financement participatif Kickstarter puis proposé en boutiques pour le jeu de base, est un jeu coopératif dans lequel jusqu’à quatre héros doivent affronter des fantômes et fermer des portails en discutant de leurs actions (jeu coopératif avec des pouvoirs spécifiques pour chaque personnage)[23].

## Références dans d'autres œuvres

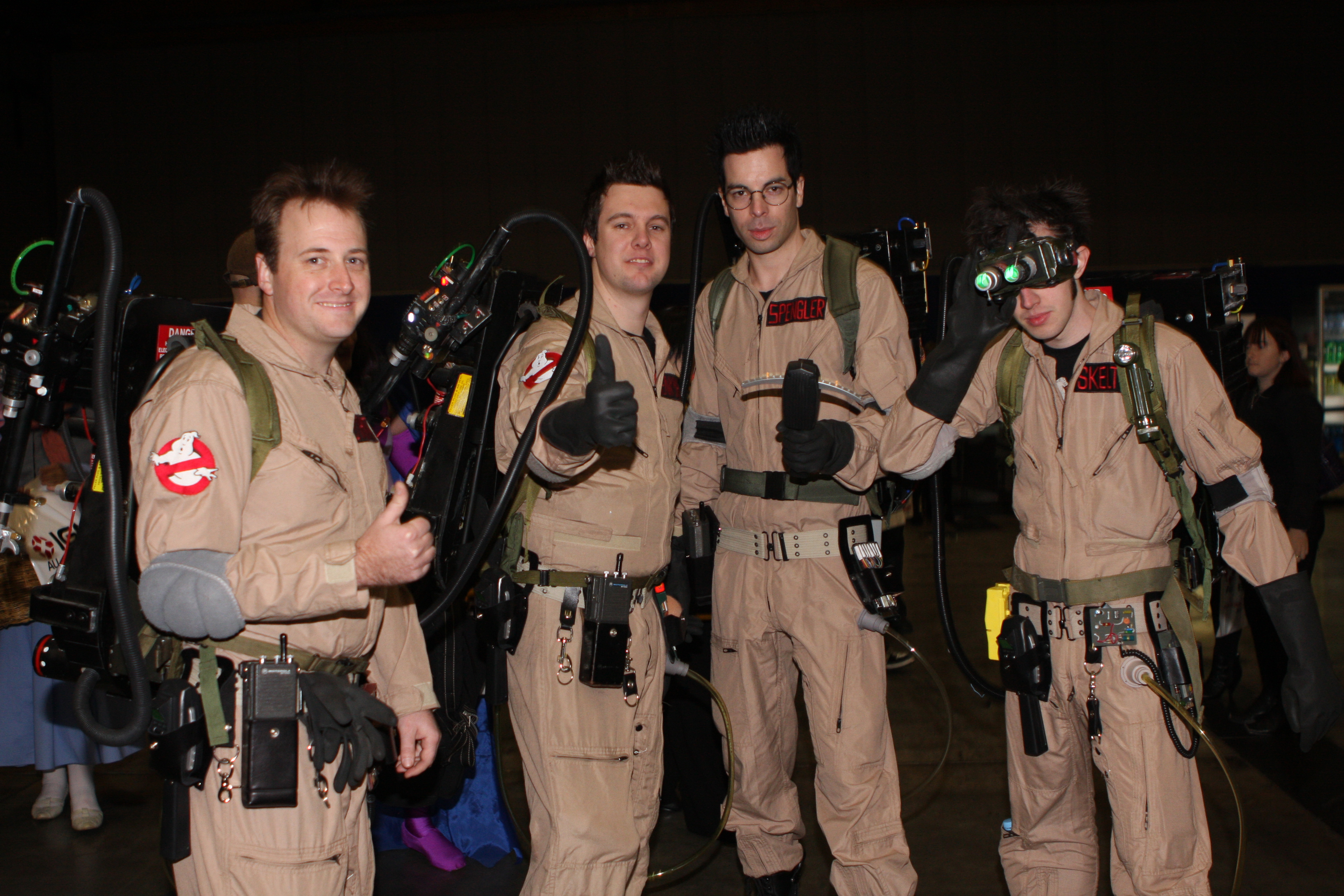
Cosplay de fans habillés comme les acteurs du film.